# Франсвіль Б
Формація Франсвіль Б, також відома у наукових дослідженнях як Франсвільська формація Б або FB2 — геологічна формація чорносланцевих відкладень поблизу міста Франсвіль у Габоні. Формація була відкладена між 2,14 та 2,08 млрд років тому в палеопротерозої і, що унікально, не зазнала жодного термічного накладення внаслідок діагенезу після поховання або значного метаморфізму з моменту її відкладення, на відміну від інших утворень, відкладених навколо. Формація містить можливі скам'янілості, включно з макроскопічною «франсвільською біотою», яка, як вважають деякі автори, представляє найдавніші відомі багатоклітинні організми, хоча інші автори ставлять під сумнів передбачуване біологічне походження структур і припускають, що натомість вони можуть бути неорганічними, такими як артефакти діагенезу.

## Геологія
Нещодавно було виявлено, що формація Франсвіль містить сліди урану. У самому Франсвільському басейні вже містилася шахта Окло, яка є природним ядерним реактором. Однак утворення також свідчило про колишню нафтову систему, яка показала велику кількість урану, пов'язаного з органічними речовинами. Кілька епізодів утворення нафти, міграції та змішування рідин разом із гідророзривом є причиною мінералізації урану. Під час поховання пласта його численні чорні сланці нагрівалися і при цьому викидалися вуглеводні, які мігрували в підстилаючі пісковики, причому перший епізод міграції нафти був синхронним із подією окремніння, яка виникла в гарячій рідині з низькою солоністю, яка є підтверджено рідинними включеннями, що потрапили в розростання кварцу. Однак другий епізод міграції нафти був одночасним і характеризувався розчиненням кварцу, причому цей епізод характеризувався змішуванням вуглеводнів і окисленням урановмісного розсолу, що, у свою чергу, призвело до випадання UO2 в нафту. У третьому й останньому епізоді міграції нафти в пласті Francevillian B конверсія нафти в газ утворила газ із надмірним тиском, захоплений конкреціями уранового бітуму в порах. Зміни в режимі напруги, ймовірно, сприяли радіальному гідророзриву навколо бітумних конкрецій, а також подальшому розвитку дещо поширеної мережі мікротріщин.

## Можливі скам'янілості
Вважається, що у формації збереглися мікрофосилії, а також сплощені дископодібні макрофосілії. Останні названі «франсвільською біотою». Початкові відкриття стверджували, що великі структури, які вважаються скам'янілостями, є найдавнішими відомими багатоклітинними організмами та еукаріотами, тоді як інші автори налаштовані скептично, припускаючи, що вони можуть мати неорганічне походження, наприклад, артефакт діагенезу.